# Paraona cocciniceps
Paraona cocciniceps är en fjärilsart som beskrevs av Paul Mabille 1884. Paraona cocciniceps ingår i släktet Paraona och familjen björnspinnare. Inga underarter finns listade i Catalogue of Life.